# Friedrich Theodor Vischer

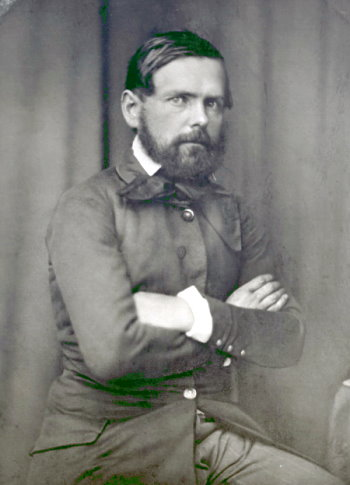
Friedrich Theodor Vischer, Mitte 19. Jahrhundert

Friedrich Theodor Vischer, ab 1870 von Vischer (* 30. Juni 1807 in Ludwigsburg; † 14. September 1887 in Gmunden am Traunsee), Pseudonyme Philipp U. Schartenmayer und Deutobold Symbolizetti Allegoriowitsch Mystifizinsky, war ein deutscher Literaturwissenschaftler und Philosoph im Feld der Ästhetik, Schriftsteller und Politiker. Wegen der unüblichen Schreibweise seines Namens wurde er auch als der „V-Vischer“ zitiert.

## Kindheit und Jugend

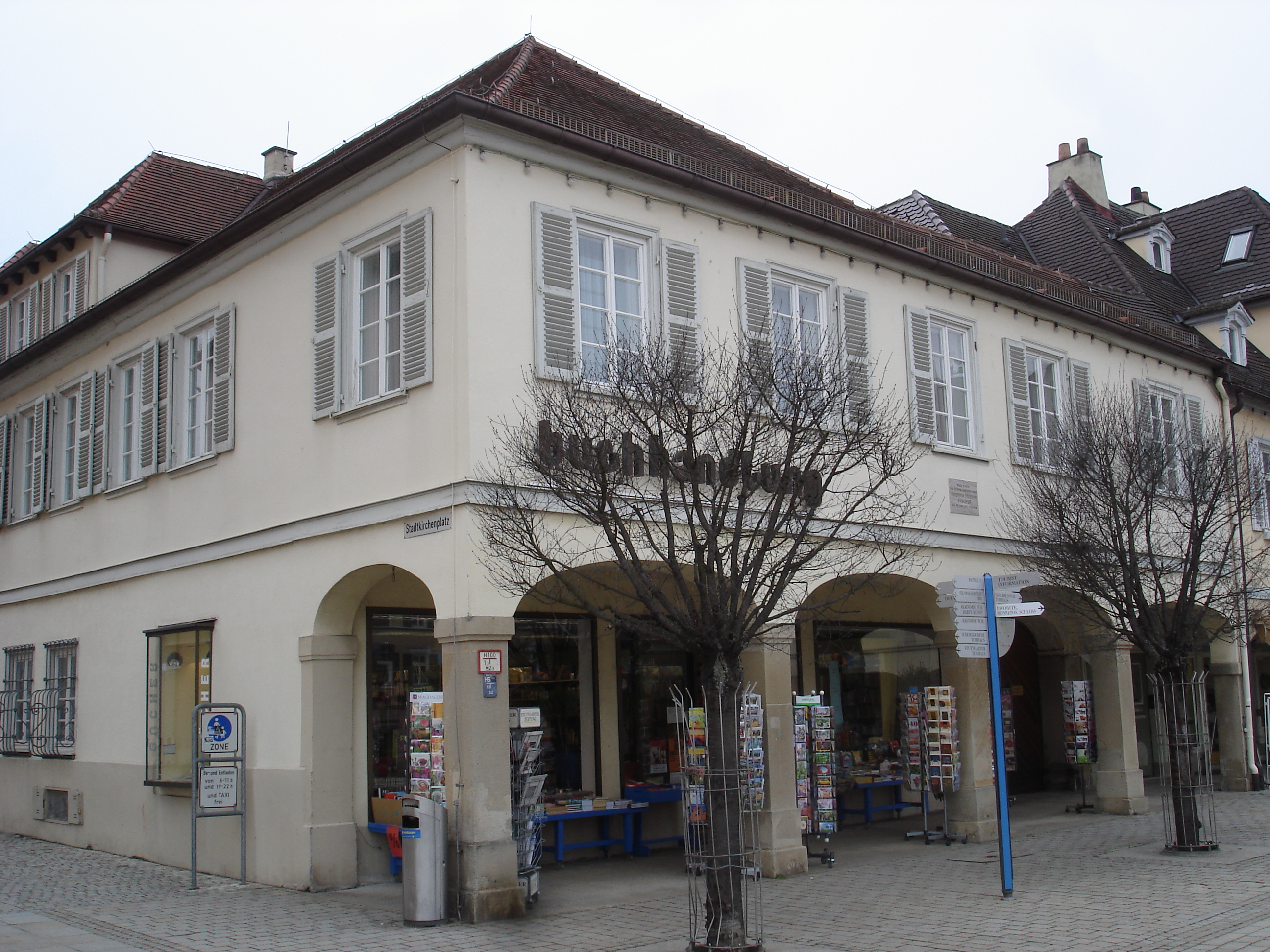
Vischers Geburtshaus in Ludwigsburg

Vischer wurde als Sohn des evangelischen Stadtpfarrers von Ludwigsburg – im Range eines Oberhelfers (vgl. Superintendent) – Christian Friedrich Benjamin Vischer und der Christiane Stäudlin, Schwester des Dichters Gotthold Stäudlin geboren. Der Vater war ein frei denkender Theologe, humorvoll, wohlwollend und erzog seine Kinder mit Liebe und Strenge. Als württembergischer Patriot hasste er Napoleon und schrieb leidenschaftliche Gedichte gegen den Imperator. Während seines Einsatzes als Militärseelsorger erkrankte er an Flecktyphus und starb 1814, 46 Jahre alt. Die Stadt Ludwigsburg errichtete ihm zu Ehren ein Grabdenkmal.
Die Mutter musste das Pfarrhaus verlassen und bezog mit den Kindern in Stuttgart einige Dachzimmer in der Hospitalstraße. Vischer besuchte das Eberhard-Karls-Gymnasium und lernte dort vor allem Latein und das Verfassen lateinischer Texte. Er hatte eine Neigung für die Malerei und das Theater. Die Mutter ermöglichte ihm in Werkstätten von Künstlern, die sie kannte, eigene Malversuche zu machen und am Stuttgarter Theater Vorstellungen zu besuchen. Doch reichte seine Begabung nicht aus – wie der Maler Eberhard von Wächter meinte –, um Maler zu werden. Außerdem forderten die ärmlichen finanziellen Verhältnisse der Familie, einen einträglichen Beruf anzustreben.
Vischers Cousine Emilie Vischer (1799–1881) heiratete 1820 Ludwig Uhland.
Vischer sollte wie der Vater Pfarrer werden. Ab 1821 besuchte er mit David Friedrich Strauß, einem Freund aus Ludwigsburg, das niedere Seminar Blaubeuren für zukünftige Pfarrer. Hier wurde er bei freier Unterkunft und Verpflegung in einer gymnasialen Oberstufe aufs Abitur vorbereitet, das Vischer 1825 ablegte. Während seiner Zeit in dieser evangelischen Klosterschule fiel er durch seinen Witz und Humor sowie durch sein zeichnerisches Talent, v. a. mit Karikaturen auf.

## Studium und Theologie
Danach begann Vischer in Tübingen das Studium der Theologie, Philosophie und Philologie. Vischer hörte u. a. Dogmatik bei Johann Christian Friedrich Steudel und wurde von Ferdinand Christian Baur beeinflusst. 1825 schloss er sich der Alten Tübinger Burschenschaft (später Germania Tübingen) an. 1829 lernte Vischer Ludwig Uhland und Justinus Kerner kennen und freundete sich mit Eduard Mörike an. Auch ein Besuch bei Friedrich Hölderlin fällt in diese Zeit. 1830 legte er das Erste Theologische Examen mit der bestmöglichen Note Ia ab, erhielt zudem eine Silbermedaille für seine Predigt. 1832 wurde Vischer promoviert und legte das Zweite Theologische Examen ab.
Nach dem ersten Examen ging Vischer in das Vikariat nach Horrheim. 1831 wurde er Repetent am Evang.-theol. Seminar in Maulbronn. Nach der Promotion begab er sich auf eine Magisterreise über Göttingen, Berlin, Dresden, Prag und Wien nach München. 1834 wurde Vischer Repetent am Tübinger Stift, wozu er eine erfolgreiche Bewerbung auf eine Pfarrstelle in Herrenberg rückgängig machen musste. Bei Antritt der Repetentenstelle war Vischer innerlich bereits der Universitätstheologie entfremdet.

## Lehre

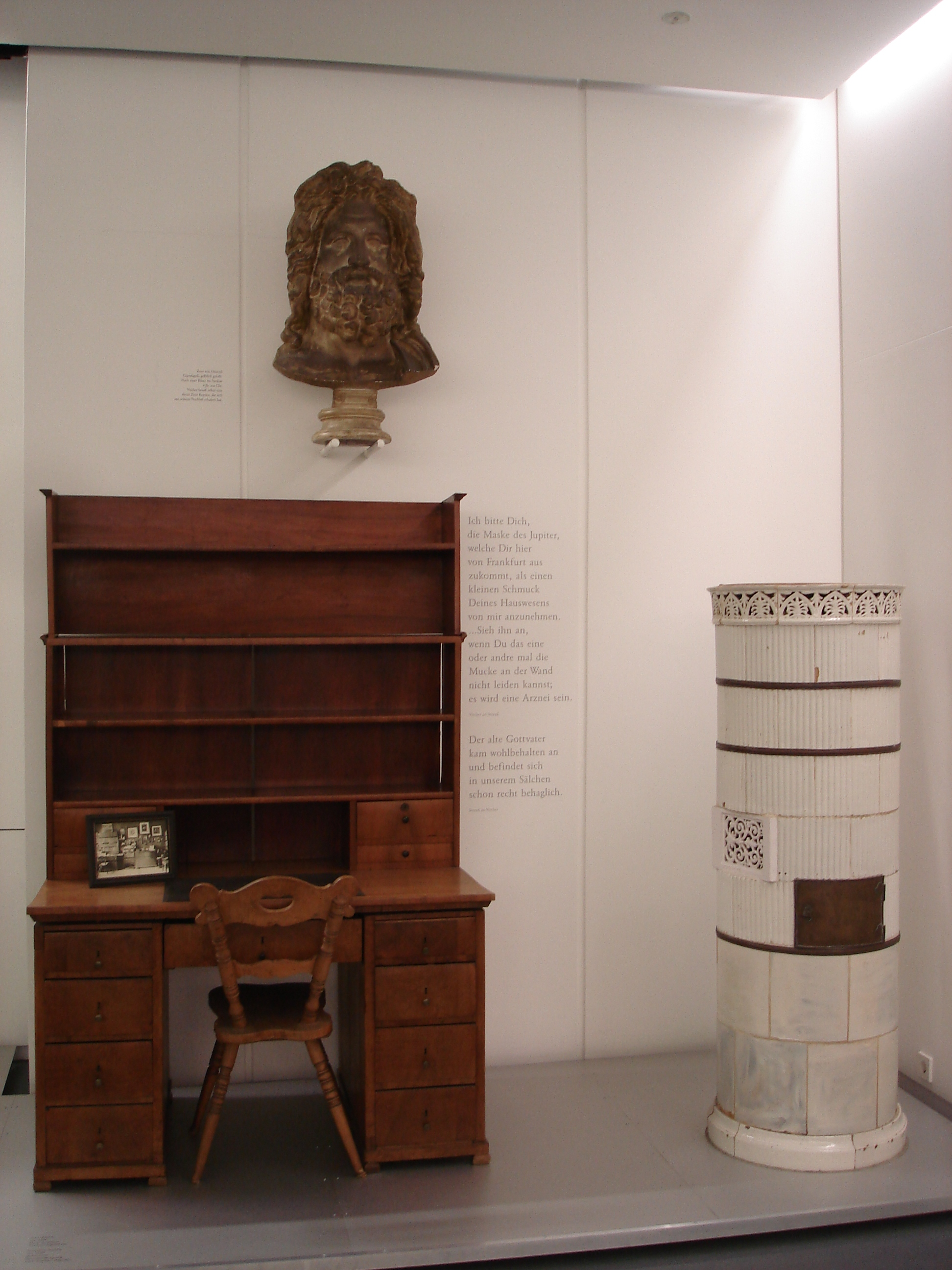
Vischers Arbeitszimmer im Städtischen Museum Ludwigsburg

Im November 1835 nahm Vischer eine Stelle als Privatdozent für Ästhetik und deutsche Literatur an der Universität Tübingen an. Er habilitierte sich mit der Schrift Über das Erhabene und das Komische. 1837 wurde er gegen einigen Widerstand zum außerordentlichen Professor ernannt. In diesem Jahr begann er auch, mit David Friedrich Strauß den gegen den orthodoxen Hegelianismus Berlins aufbegehrenden Arnold Ruge in den Jahrbüchern für wissenschaftliche Kritik zu unterstützen und selbst die linkshegelianischen Hallischen Jahrbücher für deutsche Wissenschaft und Kunst herauszubringen. Über diese Mitarbeit und einen Streit über dessen Werk Der alte und der neue Glaube kam es dann zum Bruch mit Strauß. Zuletzt führte Ruges indifferente Haltung gegenüber Bruno Bauer dann zum Ende der Mitarbeit an den Jahrbüchern.
Vom Sommer 1839 bis in den Herbst 1840 bereiste Vischer Italien und Griechenland und hielt darauf dann Vorlesungen zur Kunstgeschichte und Malerei, aber auch viel beachtete Kollegien zu Goethe, insbesondere zum Faust, und über Shakespeare. 1844 wurde er zum ordentlichen Professor ernannt und erhielt den neu geschaffenen Lehrstuhl für Ästhetik und deutsche Literatur. Das in der Antrittsvorlesung hervorgebrachte Bekenntnis zum Pantheismus führte zu einer zweijährigen Suspendierung bei vollen Bezügen.

## Politik
Eine kurz darauf folgende erste Sammlung politischer Beiträge erschien unter dem Titel Kritische Gänge. Sie wurde nach der Veröffentlichung indiziert. Ab 1847 hielt Vischer wieder Vorlesungen. 1848 wurde er als Abgeordneter der Oberamtsbezirke Reutlingen/Urach für die Linksdemokraten in die Frankfurter Nationalversammlung gewählt.

## Familie
Vischer heiratete 1844 Thekla Heinzl (1812–1878). Das Paar hatte zwei Söhne, von denen der erste sehr früh verstarb. Der zweite, Robert Vischer, war Kunsthistoriker und Ästhetiker und gab posthum Schriften seines Vaters heraus. Das Ehepaar trennte sich 1855.

## Zurück an der Universität
1849 kehrte Vischer nach Tübingen zurück. 1855 ging er als Dozent für Ästhetik und deutsche Literatur an das Polytechnicum in Zürich. 1857 vollendete er seine Ästhetik oder Wissenschaft des Schönen  (6 Bände) und freundete sich mit Gottfried Keller, Jacob Burckhardt, Gottfried Semper, Mathilde Wesendonck und Richard Wagner an. Vischers Definition der Lyrik wird bis heute rezipiert. In § 886 der Ästhetik oder Wissenschaft des Schönen schreibt er über die lyrische Dichtung: "Sie ist ein punctuelles Zünden der Welt im Subjecte."
In den Jahren 1858 und 1860 unternahm Vischer weitere Studienreisen nach Italien. 1862 begab er sich zu einem Kur-Aufenthalt nach Norderney. In diesen Jahren verfasste er die Satire auf Goethes Faust II mit dem Titel Faust. Der Tragödie dritter Teil.
1879 erschien der bei den zeitgenössischen Rezensenten heftig umstrittene Roman Auch Einer, in dem er unter anderem den Ausdruck „Die Tücke des Objekts“ prägte.
Darüber hinaus schrieb Vischer das Theaterstück Nicht Ia in schwäbischer Mundart, in dem er die Prüfung und Anstellung eines württembergischen Pfarrers satirisch darstellte. Dieses Stück erschien zuerst 1884 und erlebte mehrere Auflagen.
1864 wurde Vischer in die Königlich Bayerische Akademie der Wissenschaften aufgenommen. 1866 wurde er erneut als ordentlicher Professor nach Tübingen berufen. 1867, 1870 und noch einmal 1881 unternahm Vischer weitere Reisen in den Norden Italiens. 1870 erfolgte eine (erfolglose) Kandidatur für den württembergischen Landtag. Im selben Jahr verlieh ihm der Württembergische König das Ritterkreuz I. Klasse des mit dem Personaladel verbundenen Orden der Württembergischen Krone. Anlässlich seines 80. Geburtstages erhielt Vischer von König Karl das Komturkreuz des Friedrichsordens. Vischer, der bis ins hohe Alter lehrte, starb auf dem Weg nach Venedig in Gmunden nach einer schweren Infektion.
Ein Teil-Nachlass befindet sich in der Universitätsbibliothek Tübingen.

## Werke
- 1837: Ueber das Erhabene und Komische und andere Texte zur Philosophie des Schönen. Imle & Krauß, Stuttgart.
- 1844: Kritische Gänge.
- 1846: Aesthetik oder Wissenschaft des Schönen. 6 Teile.
- 1860: Kritische Gänge. Neue Folge. 6 Hefte.
- 1862: Faust. Der Tragödie dritter Theil. Treu im Geiste des zweiten Theils des Goethe’schen Faust gedichtet von Deutobold Symbolizetti Allegoriowitsch Mystifizinsky.
- 1874: Mein Lebensgang.
- 1879: Auch Einer. Eine Reisebekanntschaft. 2 Bände.
- 1881: Altes und Neues. 3 Hefte.
- 1882: Lyrische Gänge.
- 1884: Nicht Ia. Schwäbisches Lustspiel in drei Aufzügen.
- 1889: Altes und Neues. Neue Folge.
- 1889: Faust. Der Tragödie dritter Theil; treu im Geiste des zweiten Theils des Götheschen Faust (Digitalisat).

Siehe auch das ausführliche, chronologische Werkverzeichnis.